# Wilhelm II. (Meißen)
Wilhelm II. der Reiche (* 23. April 1371; † 30. März 1425) war der zweite Sohn Markgraf Friedrich des Strengen und der Katharina von Henneberg.
Bei der Chemnitzer Teilung von 1382 erhielt er gemeinschaftlich mit seinen Brüdern Friedrich und Georg († 1401) das Osterland und Landsberg, nach dem Tod Markgraf Wilhelm I. des Einäugigen 1407 auch einen Teil Meißens. Im Vertrag von Naumburg 1410 einigten sich jedoch die Brüder Friedrich und Wilhelm auf eine erneute Landesteilung, teilten das Osterland unter sich auf und bei der Örterung von 1411 erhielt Wilhelm als seinen persönlichen Anteil den größeren Teil des Osterlandes, wozu ihm sein Bruder Friedrich durch Tausch Leipzig statt Jena überließ. In der kursächsischen Pflege Coburg in Franken trat er zeitweise als Landgraf von Thüringen auf. Er beurkundete 1417 gemeinsam mit seinem Bruder Friedrich den Grenzscheid zum Bistum Bamberg mit Bischof Albrecht von Wertheim und schloss 1424 mit Graf Georg von Henneberg-Aschach-Hartenberg einen Vertrag über die Errichtung einer Landwehr. 1420 beteiligte sich Wilhelm am Zuge seines Bruders gegen die Hussiten in Prag.
Wilhelm II. starb am 30. März 1425 und soll mit Amelia von Masowien verheiratet gewesen sein, aus welcher Ehe keine Kinder hervorgingen. Nach Meinung von Karlheinz Blaschke blieb er jedoch unverheiratet.